# Relazioni bilaterali tra Francia e Germania

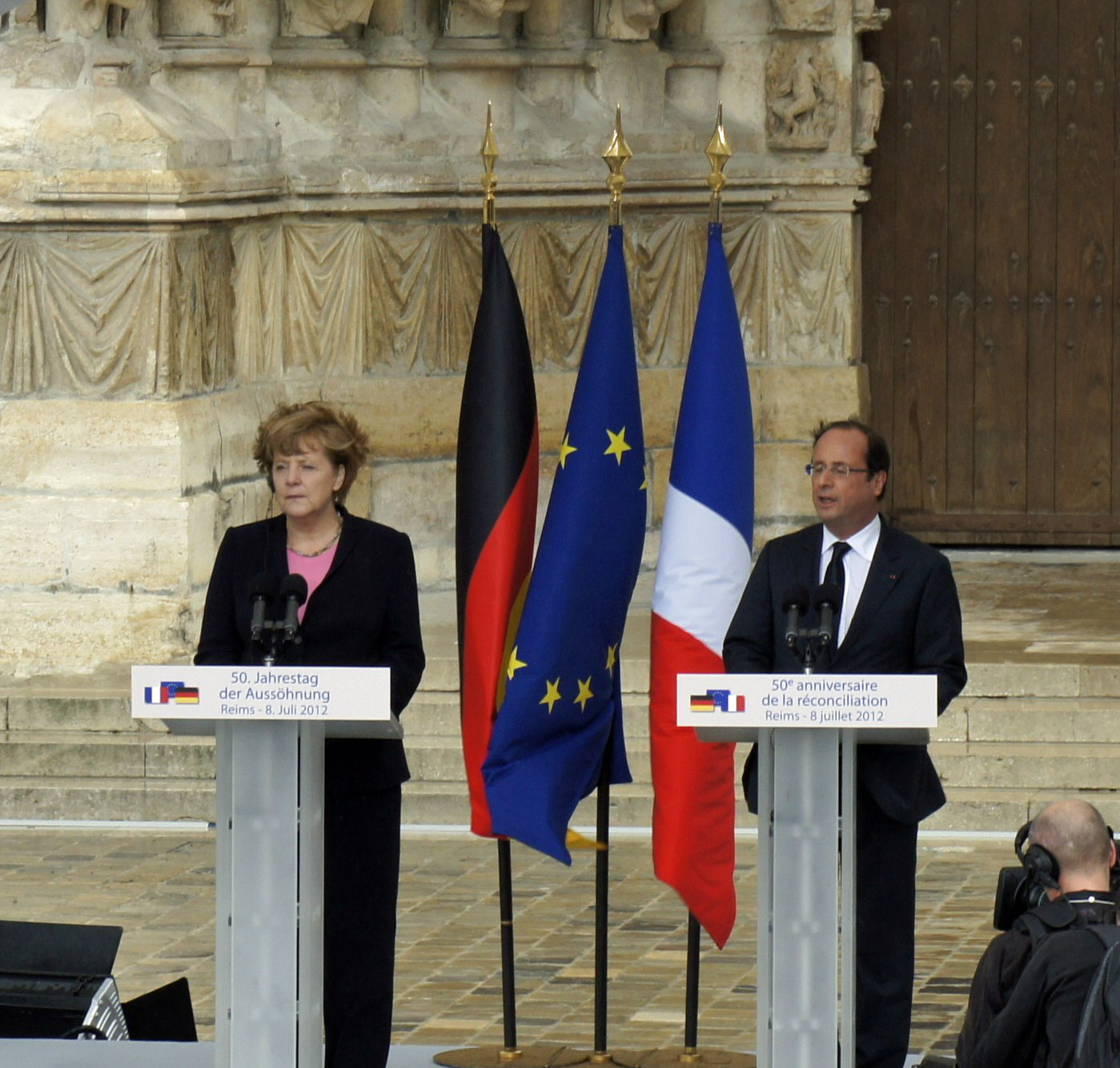
50º anniversario della riconciliazione, 8 luglio 2012: Angela Merkel (a sinistra), cancelliere federale della Germania, con François Hollande (a destra), presidente della Repubblica francese.

Le relazioni bilaterali tra Francia e Germania, dal 1871, secondo Ulrich Krotz, hanno attraversato tre grandi periodi: "ostilità ereditaria" (fino al 1945), "riconciliazione" (1945-1963) e dal 1963 la "relazione speciale" inclusa in una cooperazione chiamata Amicizia franco-tedesca (in francese: Amitié franco-allemande; in tedesco: Deutsch-Französische Freundschaft).
Nel contesto dell'Unione Europea, la cooperazione tra i due Paesi è molto ampia e intima. Gli accordi e le cooperazioni franco-tedeschi sono sempre stati fondamentali per promuovere gli ideali dell'integrazione europea.
In tempi recenti, Francia e Germania sono stati tra i sostenitori più entusiasti dell'ulteriore integrazione dell'UE. A volte sono descritti come il "motore gemellato" che ha messo in moto l'unificazione europea. Il 28 aprile 2017 è stato inaugurato un tram da Strasburgo a Kehl, superando il Reno, a simboleggiare la forza delle relazioni tra i due paesi.

## Confronto tra i paesi
|                        | Francia | Germania                                                 |
| ---------------------- | --- | -------------------------------------------------------- |
| Popolazione            | 67.795.000 | 83.019.200                                               |
| Superficie             | 674.843 km2 (260.558 sq mi)                                                                                                 | 357.021 km2 (137.847 sq mi)                              |
| Densità demografica    | 100 ab./km2 (301 ab./sq mi)                                                                                                 | 232 ab./km2 (600 ab./sq mi)                              |
| Capitale               | Parigi | Berlino                                                  |
| Città più grande       | Parigi - 2.190.327 (12.568.755 zona metropolitana)                                                                          | Berlino - 3.748.148 (6.004.857 zona metropolitana)       |
| Forma di governo       | Repubblica semipresidenziale unitaria                                                                                       | Repubblica parlamentare federale                         |
| Lingua ufficiale       | Francese ( di fatto e di diritto )                                                                                          | Tedesco ( di fatto e di diritto )                        |
| Religioni principali   | 58% cristianesimo, 31% non religioso, 7% islam, 1% ebraismo, 1% buddismo, 2% altro                                          | 58% cristianesimo, 37% non religioso, 4% islam, 1% altro |
| Gruppi etnici          | 86% francesi, 7% altri europei, 7% nordafricani, altri sub-sahariani, Indocinesi, asiatici, latinoamericani e del Pacifico. | 80% tedeschi, 5% turchi, 5% altri europei, 10% altri     |
| PIL (PPP)              | $ 2.590 trilioni, $ 43.550 pro capite                                                                                       | $ 3,615 trilioni, $ 50,206 pro capite                    |
| PIL (nominale)         | $ 2,846 trilioni, $ 39,932 pro capite                                                                                       | $ 3,730 trilioni, $ 44,769 pro capite                    |
| Popolazione espatriata | 110.881 cittadini francesi vivevano in Germania al 31 dicembre 2012                                                         | 130.742 cittadini tedeschi vivevano in Francia nel 2012  |
| Spese militari         | $ 62,5 miliardi | $ 46,7 miliardi                                          |

## Storia

### XIX secolo

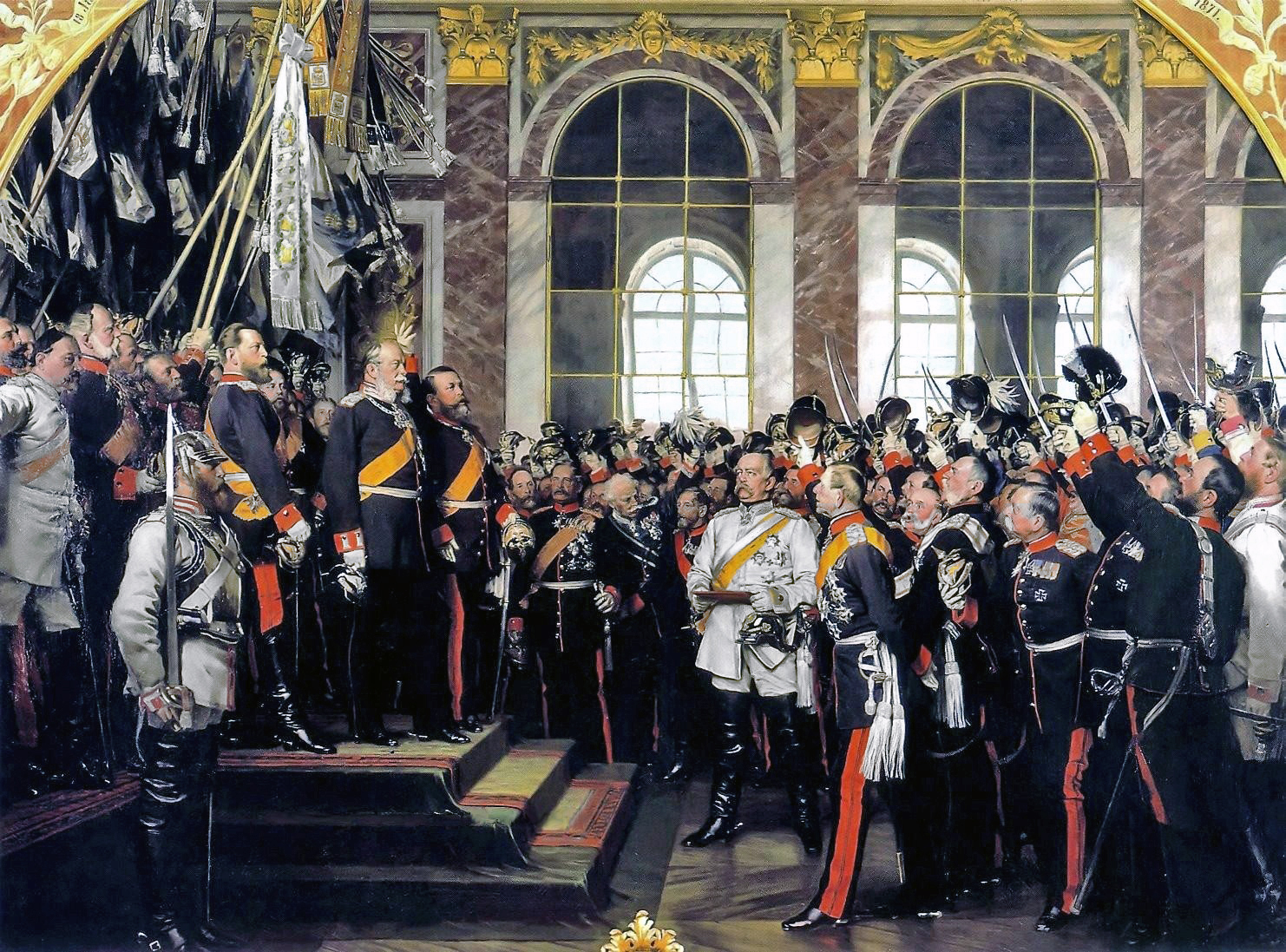
Proclamazione dell'Impero tedesco al Palazzo di Versailles, 18 gennaio 1871, di Anton von Werner.

Durante la prima metà del XIX secolo, molti tedeschi puntavano alla riunificazione di tutti stati tedeschi; ci si chiedeva anche se l'Austria cattolica ne avrebbe fatto parte e con quale ruolo. I nazionalisti tedeschi credevano che una Germania unita avrebbe sostituito la Francia come potenza terrestre dominante nel mondo. Questa argomentazione era sostenuta anche dai cambiamenti demografici: dal Medioevo, la Francia aveva avuto la più grande popolazione in Europa occidentale, ma nel XIX secolo la sua popolazione aveva smesso di crescere (una tendenza che sarebbe continuata fino alla seconda metà del XX secolo), e la popolazione degli stati tedeschi la raggiunse e continuò ad aumentare rapidamente.
La successiva unificazione della Germania fu innescata dalla guerra franco-prussiana del 1870 e dalla sconfitta francese. Le forze prussiane schiacciarono le armate francesi nella battaglia di Sedan. Alla fine, nel trattato di Francoforte, raggiunto dopo il lungo assedio di Parigi, la Francia fu costretta a cedere il territorio prevalentemente germanofono dell'Alsazia-Lorena (costituito dalla maggior parte dell'Alsazia e da un quarto della Lorena), e versare un indennizzo di cinque miliardi di franchi al neocostituito Impero tedesco. Dopo questa schiacciante vittoria, la Germania divenne la principale potenza continentale.

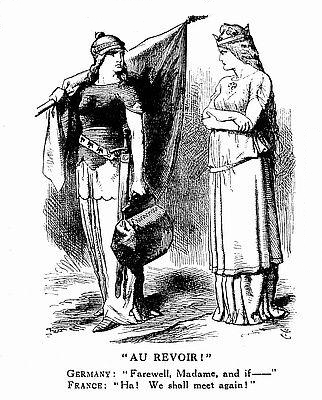
John Tenniel : Au Revoir!, Punch 6 agosto 1881

L'errore principale di Bismarck era stato quello di cedere alle richieste dell'esercito e dell'opinione pubblica tedesca per l'acquisizione delle province di confine dell'Alsazia e della Lorena, trasformando così la Francia in un nemico permanentemente e profondamente ostile (vedi ostilità franco-tedesca), bramoso di vendetta. Theodore Zeldin afferma: "La vendetta e il recupero dell'Alsazia-Lorena divennero il principale obbiettivo della politica francese per i successivi quarant'anni. Che la Germania fosse nemica della Francia divenne un fatto fondamentale delle relazioni internazionali". La soluzione di Bismarck fu di isolare la Francia, incoraggiando i monarchici a ridicolizzare il suo nuovo regime repubblicano e costruendo complesse alleanze con le altre maggiori potenze - Austria, Russia e Gran Bretagna - per mantenere la Francia isolata diplomaticamente.
La questione dell'Alsazia-Lorena perse importanza dopo il 1880, ma la rapida crescita della popolazione e dell'economia tedesche lasciò la Francia sempre più indietro. Nel decennio finale del secolo le relazioni rimasero buone poiché la Germania sostenne la Francia durante le sue dispute con la Gran Bretagna sulle colonie africane. Tuttavia, qualsiasi possibilità di armonia crollò nel 1905, quando la Germania assunse una posizione aggressivamente ostile alle rivendicazioni francesi sul Marocco, finendo per riconoscerle in cambio di altri territori coloniali. Si parlava di guerra e la Francia rafforzò i suoi legami con la Gran Bretagna e la Russia,interessate anch'esse a limitare l'espansione tedesca e chiudendo quella fase di isolamento a cui era stata costretta da Bismarck.

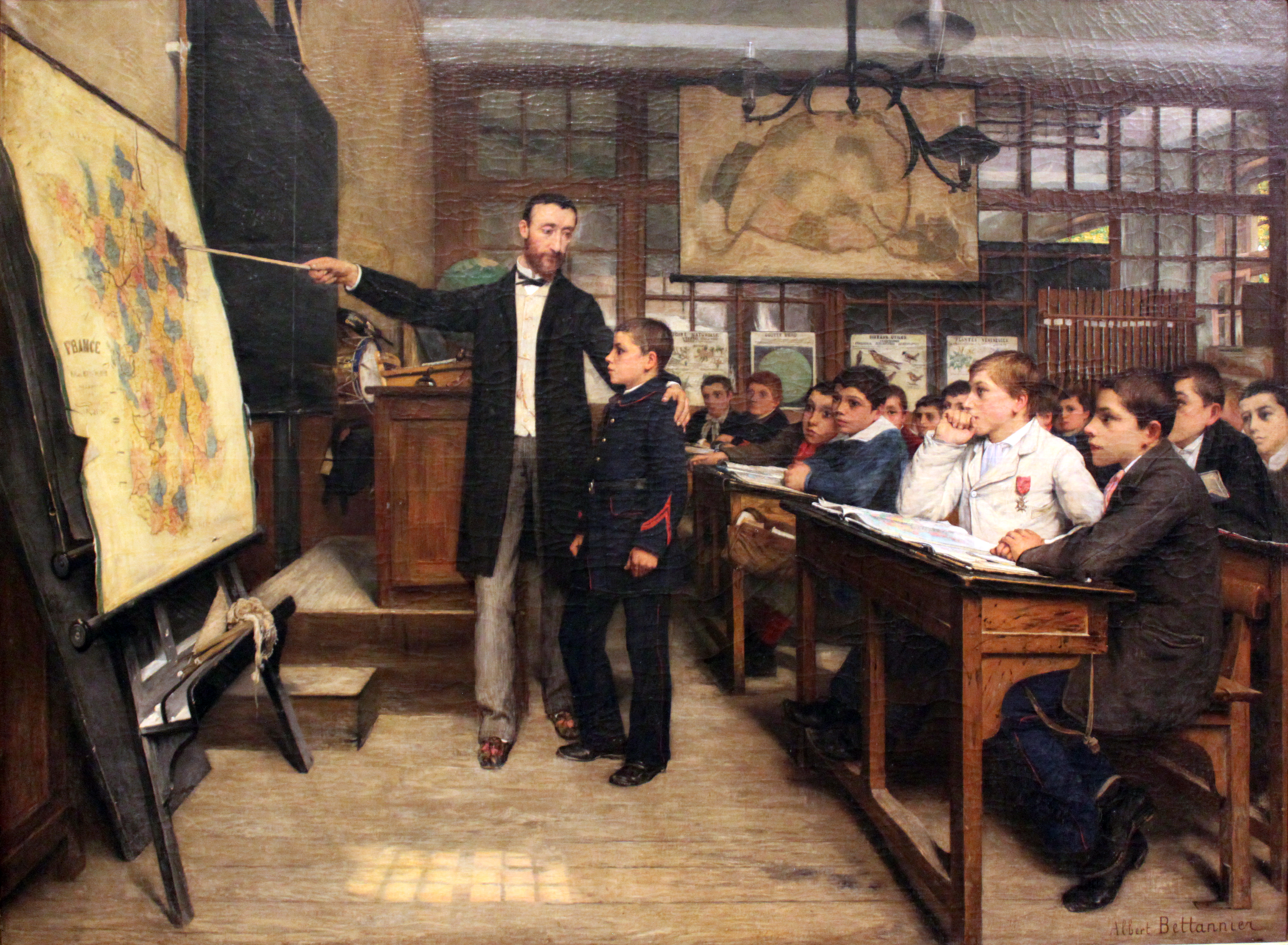
Un dipinto di Neuville del 1887 raffigurante gli studenti francesi indottrinati sulle province perdute dell'Alsazia e della Lorena, prese dalla Germania nel 1871.

### Prima guerra mondiale

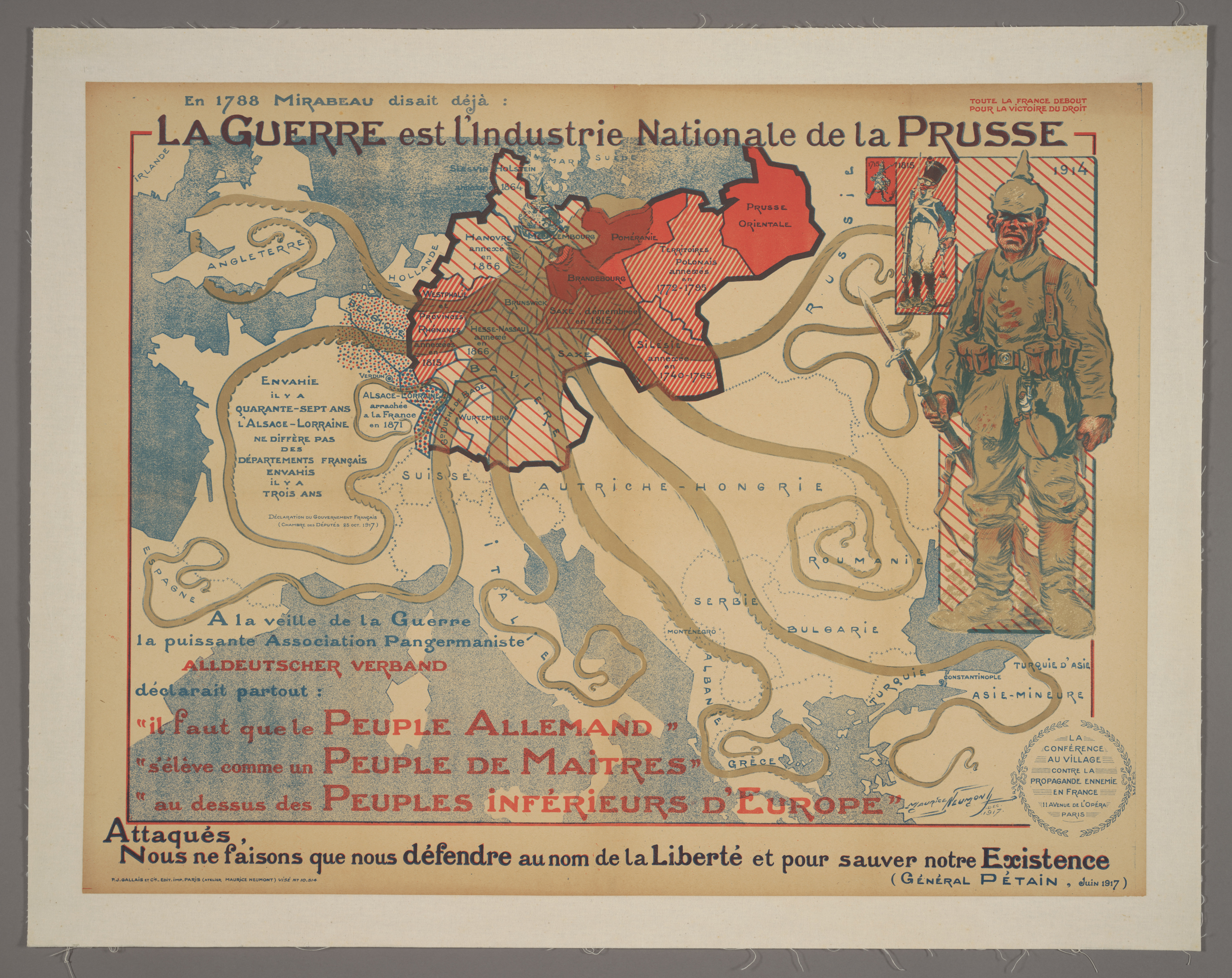
Un poster di propaganda francese del 1917 raffigura la Prussia come una piovra che allunga i suoi tentacoli lottando per il controllo. È intitolato con una citazione del XVIII secolo: "Anche nel 1788, Mirabeau stava dicendo che la guerra è l'industria nazionale della Prussia".

La reazione di lungo termine alla sconfitta nella guerra franco-prussiana del 1870-71 fu la Revanche: un pensiero di carattere nazionalista che si radicò nell'opinione pubblica, accompagnato da un profondo senso di amarezza, odio e richiesta di vendetta contro la Germania, soprattutto a causa della perdita dell'Alsazia e della Lorena. I dipinti che enfatizzavano l'umiliazione della sconfitta erano molto richiesti, come quelli di Alphonse de Neuville.
La politica estera francese si basava sul timore della grandezza della Germania e che diventasse costantemente più potente. Oltre alla minaccia tedesca, la maggior parte dei francesi tuttavia ignorava gli affari esteri e le questioni coloniali, anche se nel 1914 il principale gruppo di pressione era il Parti colonial, una coalizione di 50 organizzazioni per un totale di 5000 membri con interessi nelle colonie. La questione dell'Alsazia-Lorena era passata in secondo piano dopo il 1880 con il declino dell'elemento monarchico ma quando scoppiò la guerra nel 1914, il recupero delle due province perdute divenne il principale obiettivo di guerra della Francia.
Dopo la rimozione di Bismarck nel 1890, gli sforzi francesi per isolare la Germania ebbero successo: con la formazione della Triplice Intesa, la Germania iniziò a sentirsi circondata. Il ministro degli esteri Delcassé, in particolare, fece di tutto per convincere Russia e Gran Bretagna all'alleanza. I punti chiave furono l'Alleanza franco-russa del 1894, l'Intesa Cordiale del 1904 con la Gran Bretagna e infine l'Intesa anglo-russa nel 1907 che sancì di fatto la formazione della Triplice Intesa. Questa alleanza formale con la Russia e l'allineamento informale con la Gran Bretagna, contro la Germania e l'Austria, stabilivano quelli che sarebbero stati i due schieramenti nella prima guerra mondiale. Francia e Germania si confrontarono su quello che divenne il più importante fronte di guerra, il sanguinoso fronte occidentale; tale fronte, stabilizzatosi dopo le iniziali offensiva tedesca e controffensiva francese, venne rotto solo dopo l'ingresso in guerra degli Stati Uniti, portando la vittoria alle potenze dell'Intesa.

### Anni '20

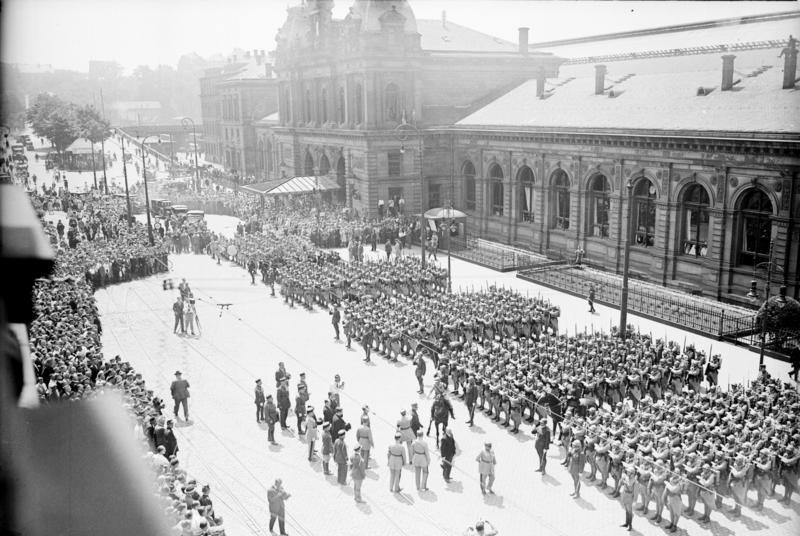
Le truppe dell'esercito francese si radunano prima della loro partenza dalla Renania, occupazione di Magonza, 1930.

La vittoria degli Alleati significò per la Francia riconquistare l'Alsazia-Lorena e riprendere brevemente la vecchia posizione come principale potenza terrestre nel continente europeo. La Francia fu la principale sostenitrice delle dure condizioni di pace contro la Germania alla Conferenza di pace di Parigi. Dato che la guerra era stata combattuta prevalentemente sul suolo francese, essa aveva distrutto gran parte delle infrastrutture e dell'industria francesi e la Francia aveva subito il maggior numero di vittime in proporzione alla popolazione. Una buona parte dell'opinione pubblica francese voleva che la Renania, la regione della Germania confinante con la Francia e vecchio obbiettivo delle ambizioni francesi, fosse staccata dalla Germania come paese indipendente; alla fine la Francia si accontentò di una promessa che la Renania sarebbe stata smilitarizzata e del pagamento di pesanti riparazioni per i tedeschi. All'estremità orientale dell'Impero tedesco, il territorio di Memel fu separato dal resto della Prussia orientale e occupato dalla Francia prima di essere annesso dalla Lituania. Alla presunta incapacità tedesca di pagare le riparazioni ai sensi del trattato di Versailles nel 1923, la Francia rispose con l'occupazione della Renania e della zona industriale della Ruhr, il centro della produzione tedesca di carbone e acciaio, fino al 1925. Inoltre, il Comitato Olimpico Internazionale dominato dalla Francia bandì la Germania dai Giochi Olimpici del 1920 e del 1924, mostrando il desiderio francese di isolare a livello internazionale.

#### Il Trattato di Locarno del 1925
Alla fine del 1924 il ministro degli esteri tedesco Gustav Stresemann attribuì la massima priorità al ripristino del prestigio e dei privilegi della Germania in quanto potenza europea. Il ritiro francese dall'occupazione della Ruhr era previsto per gennaio 1925, ma Stresemann intuì che la Francia era molto nervosa riguardo alla sua sicurezza e poteva annullare il ritiro. Si rese conto che la Francia desiderava profondamente una garanzia britannica dei suoi confini postbellici, ma che Londra era riluttante. Stresemann elaborò quindi un piano in base al quale tutte le parti avrebbero ottenuto ciò che volevano attraverso una serie di garanzie stabilite in una serie di trattati. Il ministro degli Esteri britannico Austen Chamberlain concordò con entusiasmo. La Francia si rese conto che la sua occupazione della Ruhr aveva causato più danni finanziari e diplomatici di quanto valesse, e decise di seguire il piano. La conferenza dei ministri degli Esteri si riunì nella località svizzera di Locarno e concordò un piano formato da cinque trattati. Il primo trattato fu il più critico: il riconoscimento reciproco delle frontiere tra Belgio, Francia e Germania, sotto la garanza di Gran Bretagna e Italia. Il secondo e il terzo trattato prevedevano un arbitrato tra Germania e Belgio e Germania e Francia in merito alle controversie future. Il quarto e il quinto erano trattati di arbitrato simili tra Germania e Polonia e Germania e Cecoslovacchia. La Polonia in particolare (ma anche la Cecoslovacchia) si sentiva minacciata dagli altri accordi di Locarno e questi trattati furono un tentativo di rassicurarla. Inoltre, grazie al piano Dawes, la Germania stava effettuando regolarmente i pagamenti delle riparazioni. Il successo degli accordi di Locarno portò all'ammissione della Germania nella Società delle Nazioni nel settembre del 1926, con un seggio in consiglio come membro permanente. I due ministri degli esteri di Francia e Germania, Aristide Briand e Stresemann, ricevettero nel 1926 il premio Nobel per la pace. Il risultato di questo periodo di distensione fu in tutta Europa l'euforico "Spirito di Locarno": la sensazione che fosse possibile raggiungere la pace e mantenere un sistema permanente di cooperazione per garantire quella pace.

### Anni '30
La Grande Depressione del 1929-33 inasprì l'umore in Francia e fece precipitare la Germania in difficoltà economiche e sconvolgimenti interni. Dal 1933 sotto la guida di Adolf Hitler, la Germania iniziò a perseguire una politica aggressiva in Europa. Negli anni '30 la Francia era stanca, politicamente divisa, e soprattutto spaventata dalla possibilità di un'altra guerra, che i francesi temevano sarebbe stata combattuta nuovamente sul loro territorio per la terza volta, e di nuovo avrebbe sacrificato una gran numero dei loro giovani. La popolazione stagnante della Francia significava che sarebbe stato difficile resistere alla pura forza dei numeri di un'invasione tedesca; è stato stimato che la Germania avrebbe potuto mettere in campo due uomini in età da combattimento per ogni soldato francese. Così negli anni '30 i francesi, con i loro alleati britannici, perseguirono una politica di appeasement verso la Germania, non essendo in grado di rispondere alla rimilitarizzazione della Renania, anche se questo poneva l'esercito tedesco su un tratto più ampio del confine francese.

### Seconda guerra mondiale

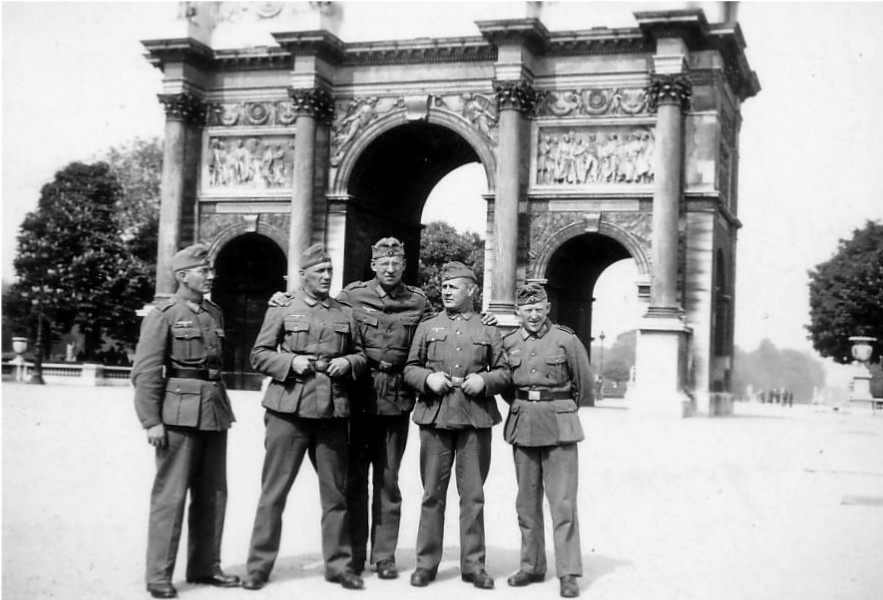
Soldati tedeschi della Wehrmacht di fronte all'Arco di Trionfo del Carrousel, occupazione di Parigi, 1940

Alla fine, tuttavia, Hitler si spinse troppo oltre e Francia e Gran Bretagna dichiararono congiuntamente guerra quando la Germania invase la Polonia nel settembre 1939. Ma la Francia era esausta e non aveva voglia di ripetere il periodo 1914-1918. C'era poco entusiasmo e molta paura in Francia alla prospettiva di una vera guerra dopo la "strana guerra" dei primi mesi del conflitto (drôle de guerre). Quando i tedeschi lanciarono la loro blitzkrieg contro la Francia nel 1940, l'esercito francese si sbriciolò in poche settimane e, con la Gran Bretagna in ritirata, un'atmosfera di umiliazione e sconfitta oppresse la Francia.
Il nuovo governo sotto il maresciallo Philippe Pétain si arrese e le forze tedesche annessero la parte settentrionale del paese. Una minoranza delle forze francesi fuggì all'estero e continuò la lotta sotto il generale Charles de Gaulle (formando il governo in esilio denominato France Libre). Inoltre, la Resistenza francese condusse operazioni di sabotaggio all'interno della Francia occupata dai tedeschi. Per sostenere l'invasione della Normandia del 1944, vari gruppi aumentarono i loro sabotaggi e attacchi di guerriglia; organizzazioni come i Maquis fecero deragliare i treni, esplodere depositi di munizioni e tesero imboscate ai tedeschi, ad esempio a Tulle. La seconda SS-Panzer-Division Das Reich subì continui attacchi e sabotaggi durante il suo viaggio attraverso il paese verso la Normandia. Sospettando che il villaggio di Oradour-sur-Glane ospitasse terroristi, armi ed esplosivi, per rappresaglia decisero di sparare a tutti gli uomini e di bruciare vivi tutte le donne e i bambini nella chiesa. 

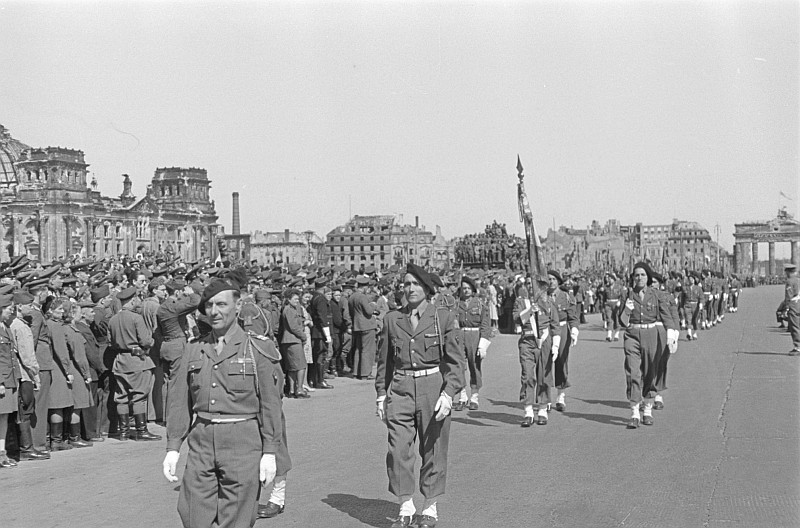
Le forze francesi di fronte al Reichstag, occupazione di Berlino, 1946.

C'era anche un esercito di France Libre che combatteva con gli alleati, contando quasi cinquecentomila uomini al giugno 1944, un milione a dicembre e 1,3 milioni entro la fine della guerra. Dopo la fine della guerra, l'esercito francese occupò la Germania sud-occidentale e una parte dell'Austria insieme alle altre potenze vincitrici del conflitto: Gran Bretagna, Stati Uniti e Unione Sovietica.

### Francia, Germania e l'Europa unita

#### Idee pre-1944 di cooperazione franco-tedesca
Il maresciallo Petain, che governò la Francia sotto la supervisione tedesca dal 1940 al 1944, adottò l'ideologia della Rivoluzione Nazionale che originariamente era basata su idee che erano state discusse per anni. Il comitato di riconciliazione franco-tedesco "Comité France-Allemagne" ("Comitato di amicizia franco-tedesco") fondato nel 1935 a Parigi, fu un elemento importante per la Germania per avvicinarsi alla Francia. Esso adottò opinioni politiche ed economiche pro-europee, pro-tedesche, anti-britanniche, anti-liberali. I membri chiave del Comitato divennero i leader dei collaborazionisti francesi dopo il 1940.
Quando il maresciallo Petain proclamò ufficialmente la politica di collaborazione con la Germania nazista nel giugno 1941, la giustificò per al popolo francese come un bisogno essenziale per il Nuovo Ordine Europeo e per mantenere l'unità della Francia. Pertanto, gran parte della propaganda francese della Seconda Guerra Mondiale era filo-europea, esattamente come lo era la propaganda tedesca. Pertanto, un gruppo chiamato "Gruppo Collaborazionista" era stato istituito durante la guerra in Francia e aveva condotto una miriade di conferenze a favore dell'europeismo. La prima volta che è stata usata l'espressione "Comunità europea" è stato alle sue prime sessioni, così come molte conferenze e lezioni di ospiti erano sponsorizzate dal governo tedesco, propagandando la riconciliazione franco-tedesca, il rinnovamento francese e la solidarietà europea. In realtà l'europeismo nazista nascondeva un disegno nel quale la popolazione tedesca avrebbe governato l'Europa sottomettendo le altre "razze"; ai francesi sarebbe toccata una sorte solo di poco migliore rispetto a quella delle popolazioni slave.

#### Europa del dopoguerra
La guerra lasciò l'Europa in una posizione di debolezza e divisa tra capitalismo in Occidente e socialismo in Oriente. Per la prima volta nella storia dell'Europa, sia gli americani che i sovietici avevano un punto d'appoggio strategico nel continente. La Germania sconfitta fu divisa sotto il controllo di Stati Uniti, URSS, Gran Bretagna e Francia fino al 1949. Le truppe sovietiche rimasero in quei paesi dell'Europa orientale che erano stati liberati dai nazisti dall'Armata Rossa e assicurarono il successo politico dei partiti comunisti controllati dal Cremlino.
I francesi sotto la guida di De Gaulle speravano di essere l'ago della bilancia nelle decisioni del 1945-46. I timori francesi di ripresa della Germania li resero riluttanti a sostenere il piano di fusione delle zone di occupazione britannica e americana. Tuttavia nel 1949, la crescente preoccupazione nei confronti del comportamento sovietico in Europa orientale e la necessità dell'assistenza economica americana portarono i francesi a fondere la loro zona con la Bizona in quella che divenne la Germania occidentale.
Nel 1947 il Segretario di Stato americano, George Marshall, annunciò l'avvio del Piano Marshall per aiutare la ripresa economica, l'integrazione economica e la modernizzazione orientata agli scambi in Europa. Grandi somme vennero fornite a Francia e Germania, il che contribuì a ripristinare le relazioni commerciali e finanziarie. I beneficiari del Piano Marshall istituirono l'Organizzazione per la cooperazione economica europea (OECE) nel 1948.

#### Le basi della cooperazione franco-tedesca nell'Unione Europea
All'inizio del 1948, vi erano importanti leader nel servizio civile francese che guardavano con favore ad un accordo con i tedeschi e a un'Europa integrata che includesse la Germania. Il dipartimento europeo francese stava lavorando a un accordo sul carbone e sull'acciaio dell'area della Ruhr-Lorena-Lussemburgo, con pari diritti di utilizzo per tutti. Un funzionario francese raccomandò di "gettare le basi di un'associazione economica e politica franco-tedesca che si sarebbe lentamente integrata nel quadro dell'organizzazione occidentale in evoluzione".
Come conseguenza, il 9 maggio 1950 il ministro degli esteri francese Robert Schuman lanciò il Piano Schuman, che era stato elaborato da Jean Monnet, che prevedeva la fondazione l'anno successivo della Comunità Europea del Carbone e dell'Acciaio (CECA).Schuman e Monnet sono considerati tra i padri fondatori e i veri e propri architetti dell'Europa unita. Il piano ha portato la riconciliazione di Francia e Germania, che divennero l'asse principale dell'integrazione politica europea. Inoltre, il piano suggeriva la proposta di un esercito europeo. Ciò portò alla firma del trattato della Comunità europea di difesa (CED) nel 1952. Lo scopo principale di istituire tale esercito era quello di creare una "identità di sicurezza europea", attraverso una più stretta cooperazione militare e di sicurezza franco-tedesca. La CED tuttavia fallì proprio per la mancata ratifica del parlamento francese, mostrando come erano ancora forti le resistenze al pensiero di una Germania riarmata e con un ruolo centrale in Europa.
Allo stesso modo, il ministro dell'economia tedesco Ludwig Erhard elaborò una significativa evoluzione nell'economia tedesca e stabilì anche delle relazioni commerciali durature e consolidate tra la Repubblica federale e i suoi vicini europei. Più tardi, quando i Trattati di Roma entrarono in azione nel 1958, la RFG si prese la responsabilità di rafforzare e sostenere le nuove relazioni politiche ed economiche che si erano sviluppate tra lo stato tedesco e le sue ex vittime nell'Europa occidentale. Il Trattato istituì un'unione doganale e le regole necessarie per far funzionare correttamente il meccanismo di concorrenza, oltre che una tariffa doganale esterna comune e favorire la cooperazione tra gli stati membri (vedi MEC).
Di conseguenza, le economie europee in forte espansione, trainate dalla Germania, portarono alla formazione della nuova unione doganale nota come Comunità economica europea (CEE). Ma non andò esattamente come previsto dai suoi ideatori, perché solo i membri della comunità carbonsiderurgica (CECA), "i sei" (Belgio, Francia, Germania Ovest, Italia, Lussemburgo e Paesi Bassi) aderirono alla CEE. Sette delle restanti nazioni appartenenti all'Organizzazione per la cooperazione economica europea (OEEC) che gestiva il piano Marshall, non aderirono alla CEE ma costituirono invece un organo alternativo, l'Associazione europea di libero scambio (EFTA), isituita nel 1960. Era una zona di libero scambio, al contrario dell'unione doganale con tariffe esterne e un'agenda politica comuni, che coinvolse inizialmente Austria, Danimarca, Norvegia, Portogallo, Regno Unito, Svezia e Svizzera.
In occasione del 40 ° anniversario del Trattato dell'Eliseo nel 2003, i commissari UE Pascal Lamy (Francia) e Günter Verheugen (Germania) hanno presentato il cosiddetto piano Lamy-Verheugen che propone un'effettiva unificazione di Francia e Germania in alcune aree importanti - comprese le forze armate unificate, le ambasciate unite e un seggio condiviso al Consiglio di sicurezza delle Nazioni Unite. A partire da tale data, i ministri sono stati incoraggiati a mantenere un contatto diretto con un congiunto Consiglio ministeriale franco-tedesco biennale da tenere negli anni successivi.
Il 3 agosto 2014, il presidente francese Francois Hollande e il presidente tedesco Joachim Gauck hanno celebrato insieme il centenario della dichiarazione di guerra tedesca alla Francia ponendo la prima pietra di un memoriale a Vieil Armand, in Francia, noto in tedesco come Hartmannswillerkopf, per i soldati francesi e tedeschi uccisi nella prima guerra mondiale.
L'Assemblea parlamentare franco-tedesca si è riunita per la prima volta nel 2019 con l'obiettivo di migliorare la cooperazione tra i parlamenti dei due paesi.

### Alleanze economiche

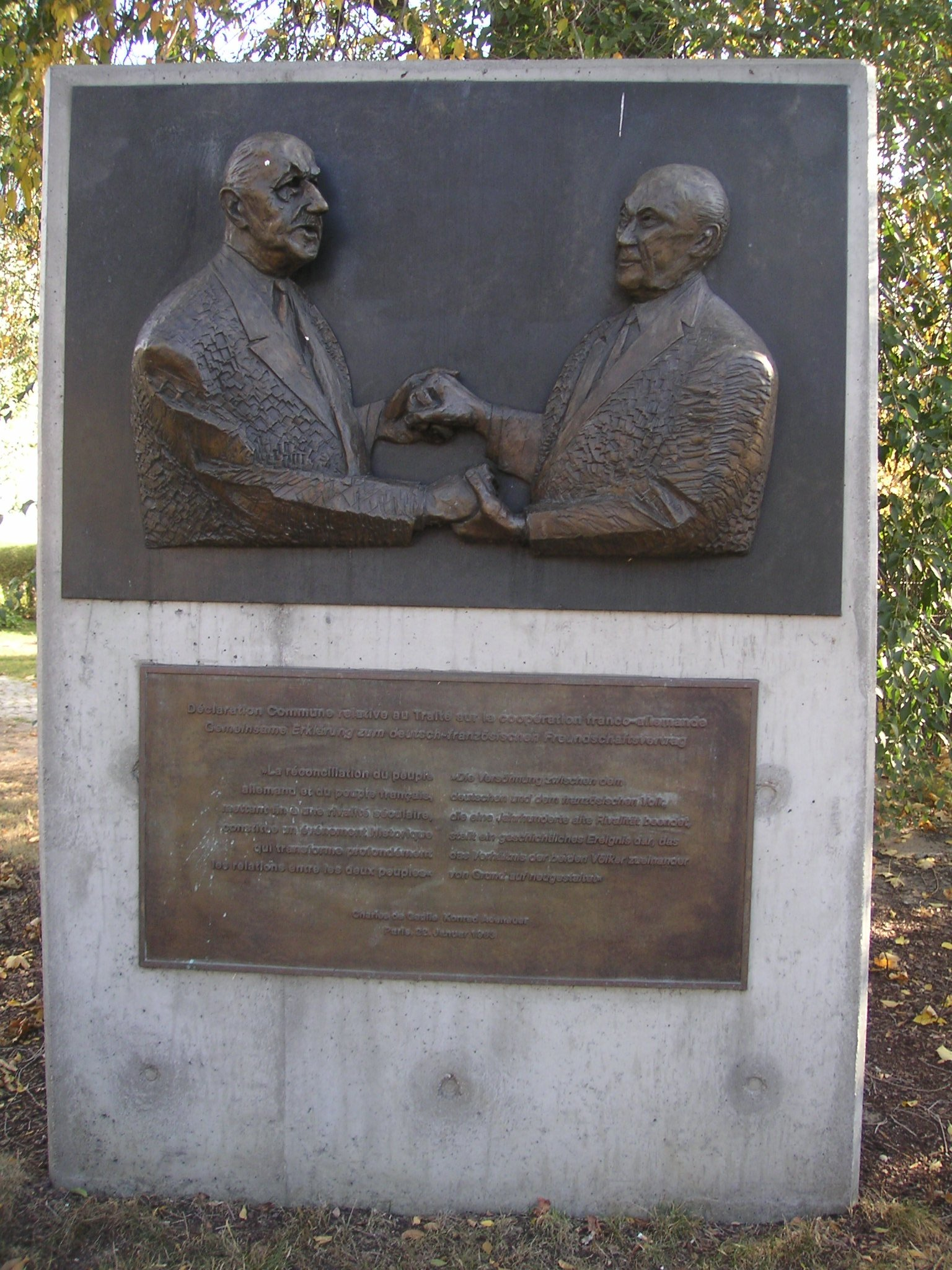
Scultura di Konrad Adenauer e Charles de Gaulle.

- Agenzia spaziale europea (ESA) (con altri 20 stati europei)
- EADS (con due CEO) 
  - Airbus (presente anche nel Regno Unito e in Spagna)

Le imprese collaborative franco-tedesche includono:
- Areva
- Sanofi
- ODDO BHF, una banca franco-tedesca

### Alleanze culturali
- Promozione delle lingue francese e tedesca in entrambi i paesi (vedi Alsazia).
- Creazione di un libro di testo congiunto di storia franco-tedesco per promuovere una "visione condivisa della storia"
- L'Università franco-tedesca è stata creata nel 1999 per consentire la cooperazione nell'istruzione terziaria.[33]
- Arte, canale televisivo culturale franco-tedesco.

### Alleanze militari
- Fin dalla sua istituzione negli anni '60, l'Eurocorps ha al suo interno grandi contingenti di truppe francesi e tedesche, mentre altre nazioni dell'UE hanno contribuito con soldati alla forza multinazionale. Oltre alla brigata franco-tedesca, il resto del corpo prende gran parte della sua fanteria dalla Francia e gran parte della sua armamento dalla Germania.